# Beinn Bhreagh
Beinn Bhreagh ime je nekadašnjeg imanja Alexandera Grahama Bella, u okrugu Victoria, Nova Škotska. Odnosi se na poluotok koji strši u slikovito jezero Bras d'Or otoka Cape Breton otprilike tri kilometra jugoistočno od sela Baddeck, tvoreći jugoistočnu obalu zaljeva Baddeck.